# ソーベタイト
ソーベタイト、またはトルトベイト石(Thortveitite)は、スカンジウム、イットリウム、ケイ素からなる鉱物であり、組成式は、(Sc,Y)2Si2O7である。スカンジウムの主要な産出源である。ペグマタイトの中に見られる。ノルウェーのエンジニアであるOlaus Thortveitに因んで名づけられた。色は、灰緑色、黒色、灰色である。
透明な宝石品質のサンプルが2004年に発見され、2008年発行の"The Journal of Gemmology"誌31巻で報告された。
日本では、京都府で限定的に産出した。